# ペドロ・デ・フレイタス・ブランコ
ペドロ・アントニオ・ダ・コスタ・デ・フレイタス・ブランコ（Pedro António da Costa de Freitas Branco, 1896年10月31日 - 1963年3月24日）はポルトガルの指揮者。
リスボン出身。アンドレス・ゴニスとベネト・フランシスコにヴァイオリン、トマス・ボルバと兄ルイスに和声法と対位法を学ぶ。当初は工学の勉強も平行して行っていたが、1924年から音楽の研究に専心した。1925年にはロンドンに留学してステージ歌手を目論むも挫折し、帰国後の1928年にサン・ジョアン・ポルト劇場でリリック・オペラ・カンパニーを立ち上げて指揮者としての活動を開始した。1932年までリスボンのチボリ劇場のコンサートを指揮した後、モーリス・ラヴェルに招かれてコンセール・ラムルー等を指揮し、ヨーロッパでの名声を高めた。1934年に帰国してポルトガル国立放送交響楽団を組織し、亡くなるまでこのオーケストラの首席指揮者を務めた。
リスボンにて没。

## 録音
- Maurice Ravel, Orchestre Du Théâtre Des Champs-Elysées Conducted By Pedro de Freitas Branco - Ravel (LP/Mono, Westminster WL 5297, 1954)[3]
- Turina - Orquesta Sinfonica De Madrid, Pedro De Freitas Branco - Canto A Sevilla / Procesion Del Rocio / Danzas Fantasticas / La Oracion Del Torero  (LP/Mono, Westminster WL 5320, 1954)[3]
- Manuel De Falla / Orchestre Des Concerts De Madrid Conducted By Pedro de Freitas Branco - Le Tricorne / Le Tréteaux De Maître Pierre (LP, Erato , 1964)[3]
- Pedro de Freitas Branco Edition Vol.4 : Tchaikovsky (Violin Concerto OP35)*, Vaughan Williams (Symphony No. 9 in E minor) - Pedro de Freitas Branco, National Symphony Orchestra, David Oistrakh* (CD Album/Mono, Strauss Portugalsom SP 4084, 1995)[3]　録音：1960年6月27日、コリセウ・ドス・レクレイオス、リスボン, 1958年12月20日、サン・カルロス劇場、リスボン (CDブックレットより)

他にも、国営の Strauss Portugalsom レーベルに National Symphony Orchestra を指揮した録音がある。 National Symphony Orchestra はポルトガル国立（放送）交響楽団と同じ

## 註
1. ↑  imdb.com
2. 1 2 3 4 5

| スタブアイコン | サブスタブ | この項目は、まだ閲覧者の調べものの参照としては役立たない、人物に関連した書きかけの項目です。この項目を加筆・訂正などしてくださる協力者を求めています（P:人物伝/PJ:人物伝）。 |